# آکتون جنوبی
longitudeآکتون جنوبیlatitudeآکتون جنوبی
آکتون جنوبی (به انگلیسی: South Acton) یک ناحیه در لندن است که در منطقه ایلینگ لندن واقع شده‌است.

## نگارخانه

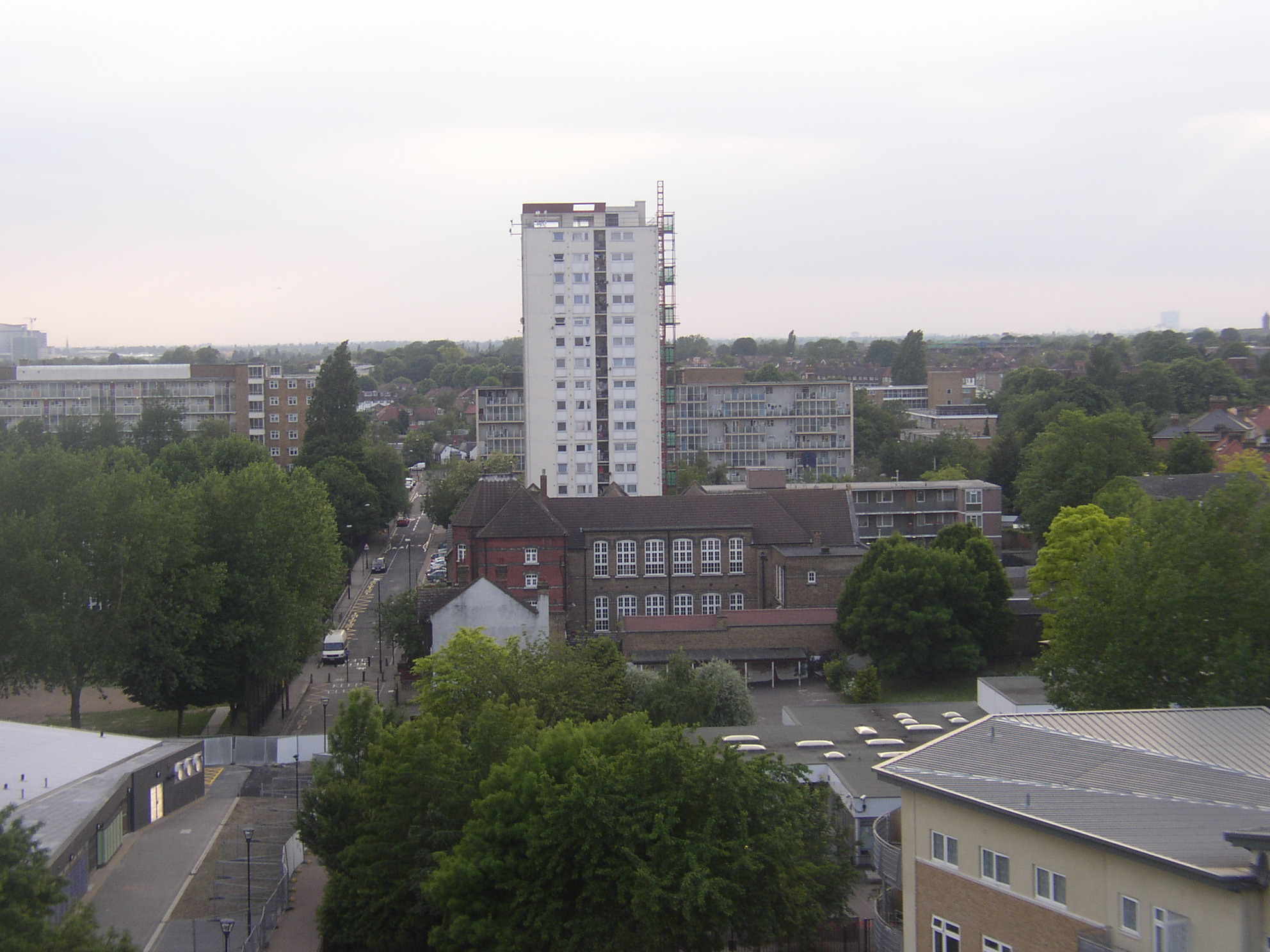
View of South Acton from Barwick House, showing Jerome Tower and Berrymede Junior School
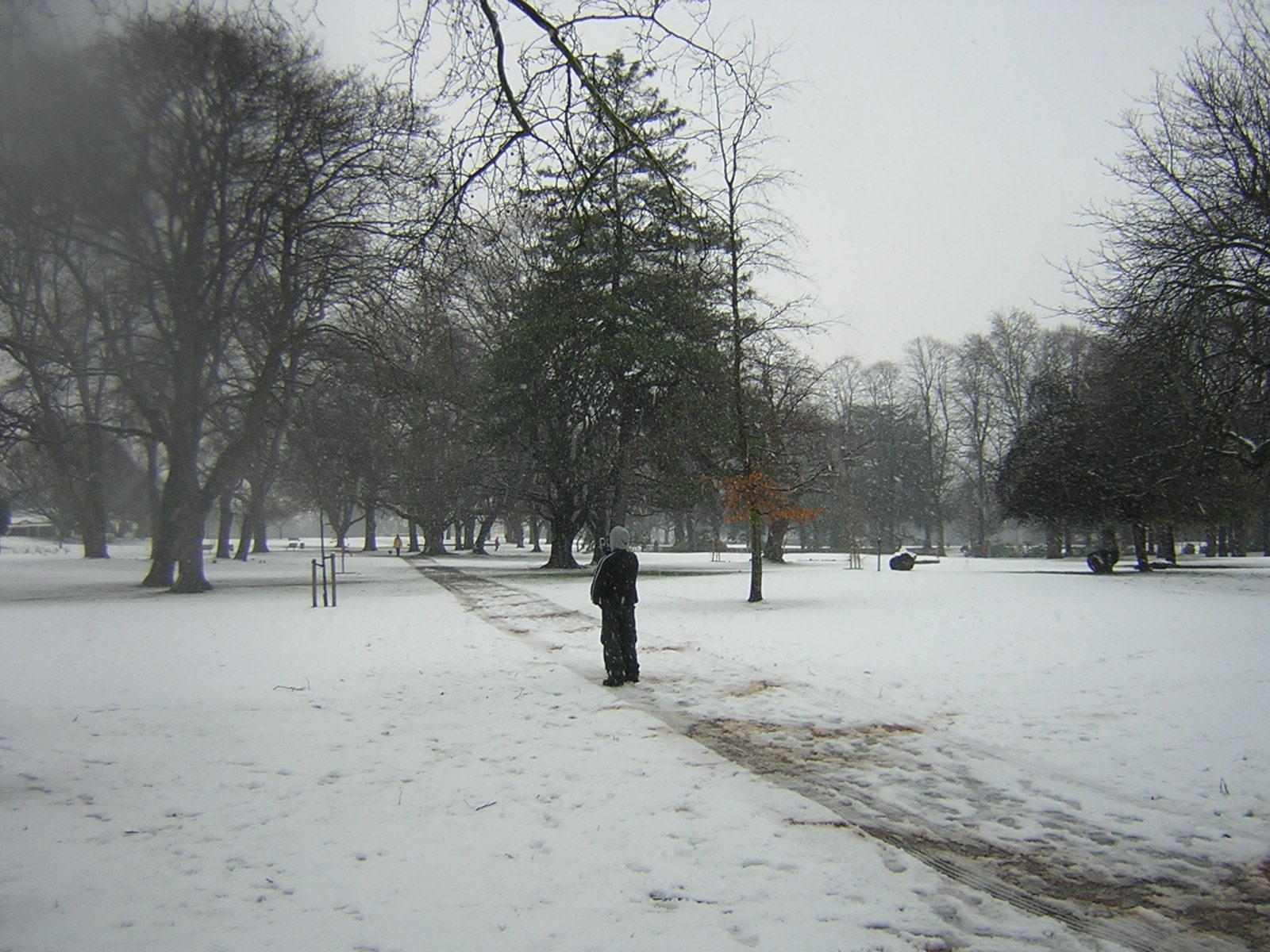
Acton Park
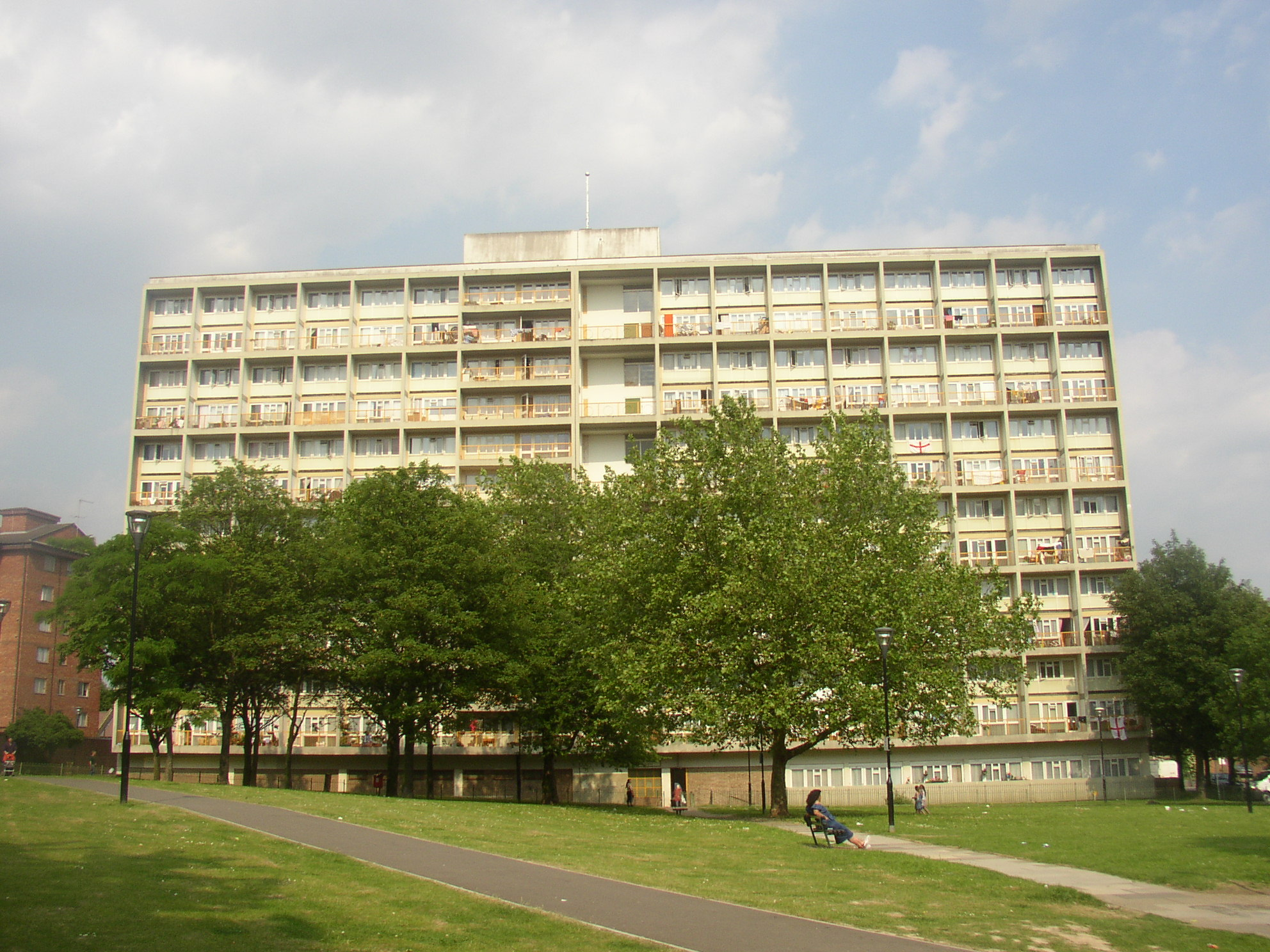
Barwick House, on the South Acton estate
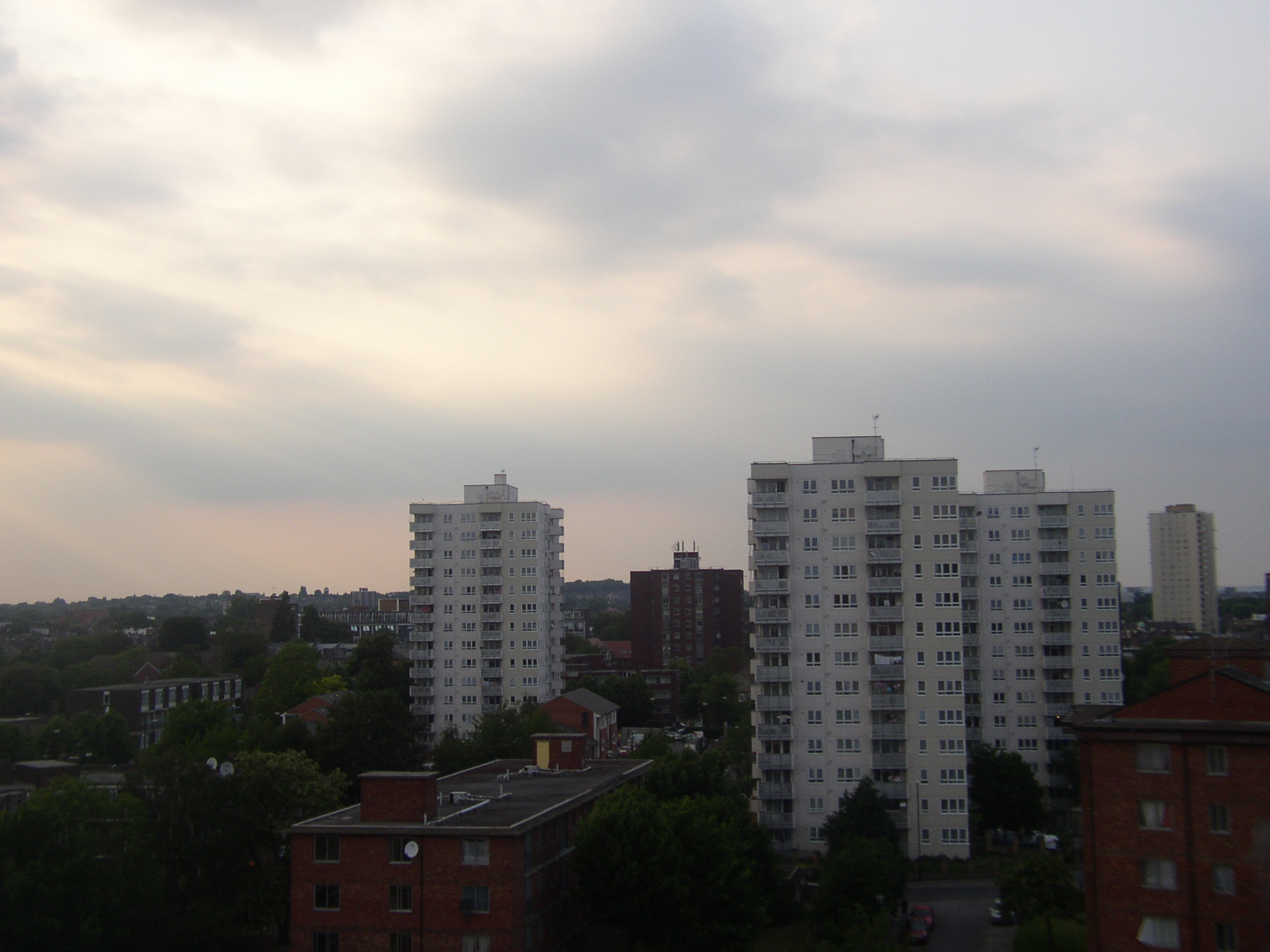
Blocks of flats on the South Acton estate